# Elecciones municipales de Ica de 2006
Las elecciones municipales de Ica de 2006 se llevaron a cabo el 19 de noviembre de 2006 para elegir al alcalde y al Concejo Provincial de Ica para el periodo 2007-2010. La elección se celebró simultáneamente con elecciones regionales y municipales (provinciales y distritales) en todo el Perú.

## Sistema electoral
La Municipalidad Provincial de Ica es el órgano administrativo y de gobierno de la provincia de Ica. Está compuesta por el alcalde y el Concejo Provincial.
La votación del alcalde y el concejo se realiza en base al sufragio universal, que comprende a todos los ciudadanos nacionales mayores de dieciocho años, empadronados y residentes en la provincia de Ica y en pleno goce de sus derechos políticos, así como a los ciudadanos no nacionales residentes y empadronados en la provincia de Ica.
El Concejo Provincial de Ica está compuesto por 13 regidores elegidos por sufragio directo para un período de cuatro (4) años, en forma conjunta con la elección del alcalde (quien lo preside). La votación es por lista cerrada y bloqueada. Se asigna a la lista ganadora los escaños según el método d'Hondt o la mitad más uno, lo que más le favorezca.

## Composición del Concejo Provincial de Ica
La siguiente tabla muestra la composición del Concejo Provincial de Ica antes de las elecciones.
| Partidos | Partidos                                                     | Regidores |
| -------- | ------------------------------------------------------------ | --------- |
|          | Partido Aprista Peruano                                      | 8         |
|          | Unidad Nacional                                              | 3         |
|          | Lista Independiente N° 1 Movimiento Independiente Fuerza Ica | 2         |

## Partidos y candidatos
A continuación se muestra una lista de los principales partidos y alianzas electorales que participaron en las elecciones:
| Candidatura | Candidatura    | Partidos y alianzas | Candidatos | Candidatos                | Ideología                                                | Resultado previo | Resultado previo | Ref. |
| Candidatura | Candidatura    | Partidos y alianzas | Candidatos | Candidatos                | Ideología                                                | Votos (%)        | Reg.             | Ref. |
| ----------- | -------------- | --- | ---------- | ------------------------- | -------------------------------------------------------- | ---------------- | ---------------- | ---- |
|             | PPC–SN– FREPOI | Lista - Unidos por Ica (PPC–SN–FREPOI) – Partido Popular Cristiano (PPC) – Solidaridad Nacional (SN) – Frente Regional Progresista Iqueño (FREPROI) |            | Carlos Ramos Loayza       | Democracia cristiana Conservadurismo Regionalismo iqueño | 31.90%           | 3                |      |
|             | APRA           | Lista - Partido Aprista Peruano (APRA) |            | Carlos Praeli Rojas       | Aprismo                                                  | 30.55%           | 5                |      |
|             | PP             | Lista - Perú Posible (PP) |            | Javier Vera Belli         | Socioliberalismo Democracia liberal Tercera vía          | 5.92%            | 0                |      |
|             | UPP            | Lista - Unión por el Perú (UPP) |            | Luis Escate Gómez         | Nacionalismo de izquierda Socialdemocracia               | 5.40%            | 0                |      |
|             | AP             | Lista - Acción Popular (AP) |            | Gino Ferrari Navarro      | Humanismo Nacionalismo cívico Reformismo                 | 3.67%            | 0                |      |
|             | Sí Cumple      | Lista - Agrupación Independiente Sí Cumple (Sí Cumple)                                                                                              |            | Raúl Huamán Coronado      | Fujimorismo Populismo de derecha                         | Nuevo            | Nuevo            |      |
|             | PNP            | Lista - Partido Nacionalista Peruano (PNP) |            | Elar Donayre Bolívar      | Socialismo democrático Nacionalismo de izquierda         | Nuevo            | Nuevo            |      |
|             | PRI            | Lista - Partido Regional de Integración (PRI) |            | Mariano Nacimiento Quispe | Regionalismo iqueño                                      | Nuevo            | Nuevo            |      |

## Resultados

### Sumario general
| |                                                |              |              |              |           |           |  |  |
| Partidos y coaliciones | Partidos y coaliciones                         | Voto popular | Voto popular | Voto popular | Regidores | Regidores |  |  |
| Partidos y coaliciones | Partidos y coaliciones                         | Votos        | %            | ±pp          | Total     | +/−       |  |  |
| | Partido Regional de Integración (PRI)          | 54,329       | 32.88        | Nuevo        | 8         | +8        |  |  |
| | Partido Aprista Peruano (APRA)                 | 42,192       | 25.53        | –5.02        | 3         | –5        |  |  |
| | Unidos por Ica (PPC–SN–FREPOI)1                | 28,698       | 17.37        | –14.53       | 2         | –1        |  |  |
| | Partido Nacionalista Peruano (PNP)             | 11,696       | 7.08         | Nuevo        | 0         | ±0        |  |  |
| | Unión por el Perú (UPP)2                       | 8,935        | 5.41         | +0.01        | 0         | ±0        |  |  |
| | Acción Popular (AP)                            | 8,081        | 4.89         | +1.22        | 0         | ±0        |  |  |
| | Perú Posible (PP)                              | 6,200        | 3.75         | –2.17        | 0         | ±0        |  |  |
| | Agrupación Independiente Sí Cumple (Sí Cumple) | 5,111        | 3.09         | Nuevo        | 0         | ±0        |  |  |
| |                                                |              |              |              |           |           |  |  |
| Total | Total                                          | 165,242      |              |              | 13        | ±0        |  |  |
| |                                                |              |              |              |           |           |  |  |
| Votos válidos | Votos válidos                                  | 165,242      | 90.17        | +2.79        |           |           |  |  |
| Votos en blanco | Votos en blanco                                | 8,002        | 4.37         | –2.06        |           |           |  |  |
| Votos nulos | Votos nulos                                    | 10,009       | 5.46         | –0.73        |           |           |  |  |
| Votos emitidos | Votos emitidos                                 | 183,253      | 89.93        | +1.40        |           |           |  |  |
| Abstenciones | Abstenciones                                   | 20,513       | 10.07        | –1.40        |           |           |  |  |
| Votantes registrados | Votantes registrados                           | 203,766      |              |              |           |           |  |  |
| |                                                |              |              |              |           |           |  |  |
| Fuente: |                                                |              |              |              |           |           |  |  |
| Notas al pie: 1 Comparado con los resultados de Unidad Nacional (UN) y Frente Regional Progresista Iqueño (FREPOI) en las elecciones de 2002. 2 Comparado con los resultados de Agrupación Independiente Unión por el Perú - Frente Amplio (UPP) en las elecciones de 2002. |                                                |              |              |              |           |           |  |  |
| Notas al pie: |                                                |              |              |              |           |           |  |  |
| 1 Comparado con los resultados de Unidad Nacional (UN) y Frente Regional Progresista Iqueño (FREPOI) en las elecciones de 2002. 2 Comparado con los resultados de Agrupación Independiente Unión por el Perú - Frente Amplio (UPP) en las elecciones de 2002.               |                                                |              |              |              |           |           |  |  |

## Elecciones municipales distritales

### Resultados por distrito
La siguiente tabla enumera el control de los distritos de la provincia de Ica. El cambio de mando de una organización política se resalta del color de ese partido.
| Distrito                | Alcalde(sa) titular    | Partido político | Partido político            | Alcalde(sa) electo(a)      | Partido político | Partido político                |
| ----------------------- | ---------------------- | ---------------- | --------------------------- | -------------------------- | ---------------- | ------------------------------- |
| La Tinguiña             | Carlos Reyes Roque     |                  | Partido Aprista Peruano     | Rubén Velásquez Serna      |                  | Partido Regional de Integración |
| Los Aquijes             | Carlos Osorio Vargas   |                  | Partido Aprista Peruano     | Carlos Osorio Vargas       |                  | Partido Aprista Peruano         |
| Ocucaje                 | Pablo Vargas Díaz      |                  | Partido Aprista Peruano     | Luis Guevara Uchuya        |                  | Partido Regional de Integración |
| Pachacútec              | Fausto Tipismana Cahua |                  | Reconstrucción Democrática  | Ángel Palomino Ramos       |                  | Unidos por Ica                  |
| Parcona                 | Tito Huamán López      |                  | Partido Aprista Peruano     | Javier Gallegos Barrientos |                  | Partido Regional de Integración |
| Pueblo Nuevo            | Julio Condori Flores   |                  | Frente Regional Progresista | Julio Condori Flores       |                  | Partido Regional de Integración |
| Salas                   | Luis Murguía Vílchez   |                  | Unidad Nacional             | Juan Quijandria Lavarello  |                  | Partido Regional de Integración |
| San José de los Molinos | Jorge Gómez Injante    |                  | Partido Aprista Peruano     | Félix Escobar Huamancayo   |                  | Partido Regional de Integración |
| San Juan Bautista       | Jorge Quispe Saavedra  |                  | Reconstrucción Democrática  | Jorge Quispe Saavedra      |                  | Partido Aprista Peruano         |
| Santiago                | César Salazar Carpio   |                  | Partido Aprista Peruano     | Ismael Carpio Solís        |                  | Partido Regional de Integración |
| Subtanjalla             | Julio Pecho García     |                  | Partido Aprista Peruano     | Félix León Florián         |                  | Partido Regional de Integración |
| Tate                    | Luis Córdova Cahua     |                  | Fuerza Ica                  | Walter Baldiño Ascencio    |                  | Unidos por Ica                  |
| Yauca del Rosario       | Carlos Rojas Astocaza  |                  | Unidad Nacional             | Pelagio Ramos Valencia     |                  | Partido Regional de Integración |